# I Don't Believe We've Met
I Don't Believe We've Met es el segundo álbum de estudio de la cantante estadounidense de música country Danielle Bradbery. Fue lanzado el 1 de diciembre de 2017. El título del álbum, la portada y la lista de canciones fueron revelados el 4 de agosto de 2017. Según Danielle, el álbum sirve como su «reintroducción» en el mundo de la música, ya que habían pasado cuatro años desde el lanzamiento de su álbum debut, en 2013.

## Lista de canciones
| N.º | Título                   | Escritor(es)                                    | Productor(es) | Duración |  |
| 1.  | «Sway»                   | Danielle Bradbery Johan Fansson Emily Weisband  | Josh Kerr     | 3:32     |  |
| 2.  | «Potential»              | Bradbery Weisband Johan Lindbrandt              | Kerr          | 3:37     |  |
| 3.  | «What Are We Doing»      | Bradbery Weisband Sam Ellis Thomas Rhett        | Ellis         | 3:20     |  |
| 4.  | «Worth It»               | Bradbery Jeff Pardo Molly Reed                  | Kerr          | 3:28     |  |
| 5.  | «Can't Stay Mad»         | Bradbery Ian Franzino Andrew Haas Steph Jones   | Afterhrs      | 3:28     |  |
| 6.  | «Messy»                  | Bradbery Kerr Hannah Ellis                      | Kerr          | 3:25     |  |
| 7.  | «Red Wine + White Couch» | Weisband Nicolle Galyon Alysa Vanderheym        | Vanderheym    | 3:11     |  |
| 8.  | «Hello Summer»           | Rhett Rhett Akins Julian Bunetta Jaren Johnston | Bunetta       | 3:00     |  |
| 9.  | «Human Diary»            | Kerr Weisband                                   | Kerr          | 3:46     |  |
| 10. | «Laying Low»             | Bradbery Jason Gantt Heather Morgan             | Gantt         | 2:50     |  |

## Personal
Adaptado de I Don't Believe We've Met notas del trazador de líneas.
- Danielle Bradbery – voz principal, voz de fondo
- Julian Bunetta – guitarra eléctrica, bajo, teclados, batería, voces de fondo
- Dave Cohen – teclados
- David Davidson – instrumento de cuerdas
- Hannah Ellis – voces de fondo
- Sam Ellis – guitarra acústica, teclados, programación, voces de fondo
- Conni Ellisor – instrumento de cuerdas
- Ian Franzino – teclados, programación, voces de fondo
- Andrew Haas – guitarra acústica, bajo, guitarra eléctrica, teclados, programación, voces de fondo
- Mark Hill – bajo
- Evan Hutchings – batería
- Jason Gantt – guitarra acústica, bajo, guitarra eléctrica, teclados, programación
- Jaren Johnston – guitarra acústica
- Steph Jones – voces de fondo
- Josh Kerr – guitarra acústica, guitarra eléctrica, guitarra de acero, bajo, teclados, programación, voces de fondo
- Tony Lucido – bajo
- Rob McNelley – guitarra eléctrica
- Carl Miner – guitarra acústica
- Jordan Minton – voces de fondo
- Garrett Perales – guitarra eléctrica
- Jordan Reynolds – voces de fondo
- Carole N. Rabinowitz – instrumento de cuerdas
- Jerry Roe – batería
- John Ryan – guitarra eléctrica
- Mark Trussell – guitarra eléctrica
- Alysa Vanderheym – guitarra acústica, teclados, programación
- Nick Wayne – voces de fondo
- Emily Weisband – voces de fondo
- Derek Wells – guitarra eléctrica
- Kristen Wilkinson – instrumento de cuerdas

## Posicionamiento en listas
| Listas (2017)                       | Mejor posición |
| ----------------------------------- | -------------- |
| Estados Unidos (Billboard 200)      | 41             |
| Estados Unidos (Top Country Albums) | 6              |